# Cantone di Aix-Villemaur-Pâlis
Il Cantone di Aix-Villemaur-Pâlis è una divisione amministrativa dell'arrondissement di Troyes  e dell'arrondissement di Nogent-sur-Seine.
A seguito della riforma approvata con decreto del 21 febbraio 2014, che ha avuto attuazione dopo le elezioni dipartimentali del 2015, è passato da 10 a 38 comuni, divenuti 36 nal 2016 con il nuovo comune di Aix-Villemaur-Pâlis che accorpava Aix-en-Othe, Villemaur-sur-Vanne e Palis.

## Composizione
I 10 comuni facenti parte prima della riforma del 2014 erano:
- Aix-en-Othe
- Bérulle
- Maraye-en-Othe
- Nogent-en-Othe
- Paisy-Cosdon
- Rigny-le-Ferron
- Saint-Benoist-sur-Vanne
- Saint-Mards-en-Othe
- Villemoiron-en-Othe
- Vulaines

Dal 2016 i comuni appartenenti al cantone sono i seguenti 36:
- Aix-Villemaur-Pâlis
- Auxon
- Bercenay-en-Othe
- Bérulle
- Bucey-en-Othe
- Chamoy
- Chennegy
- Chessy-les-Prés
- Coursan-en-Othe
- Courtaoult
- Les Croûtes
- Davrey
- Eaux-Puiseaux
- Ervy-le-Châtel
- Estissac
- Fontvannes
- Maraye-en-Othe
- Marolles-sous-Lignières
- Messon
- Montfey
- Montigny-les-Monts
- Neuville-sur-Vanne
- Nogent-en-Othe
- Paisy-Cosdon
- Planty
- Prugny
- Racines
- Rigny-le-Ferron
- Saint-Benoist-sur-Vanne
- Saint-Mards-en-Othe
- Saint-Phal
- Vauchassis
- Villemoiron-en-Othe
- Villeneuve-au-Chemin
- Vosnon
- Vulaines